# Ragoût
Un ragoût (del verb ragoûter “tornar a donar gust") és un plat de carn, verdures i patates o llegums cuinat a foc lent en una salsa que distingeix l'estofat de la potée (carn d'olla), cuit en brou. A més, la potée utilitza sovint salaons (bacon, cuixot, embotits, etc.), mentre que el ragoût fa servir més sovint carn fresca que condiciona la seva cocció. El terme ragoût és més genèric que el nostre guisat i no sha de confondre amb el ragú italià. Ragoût també es pot aplicar a receptes vegetarianes, com el ragoût de soja o la ratatolha.

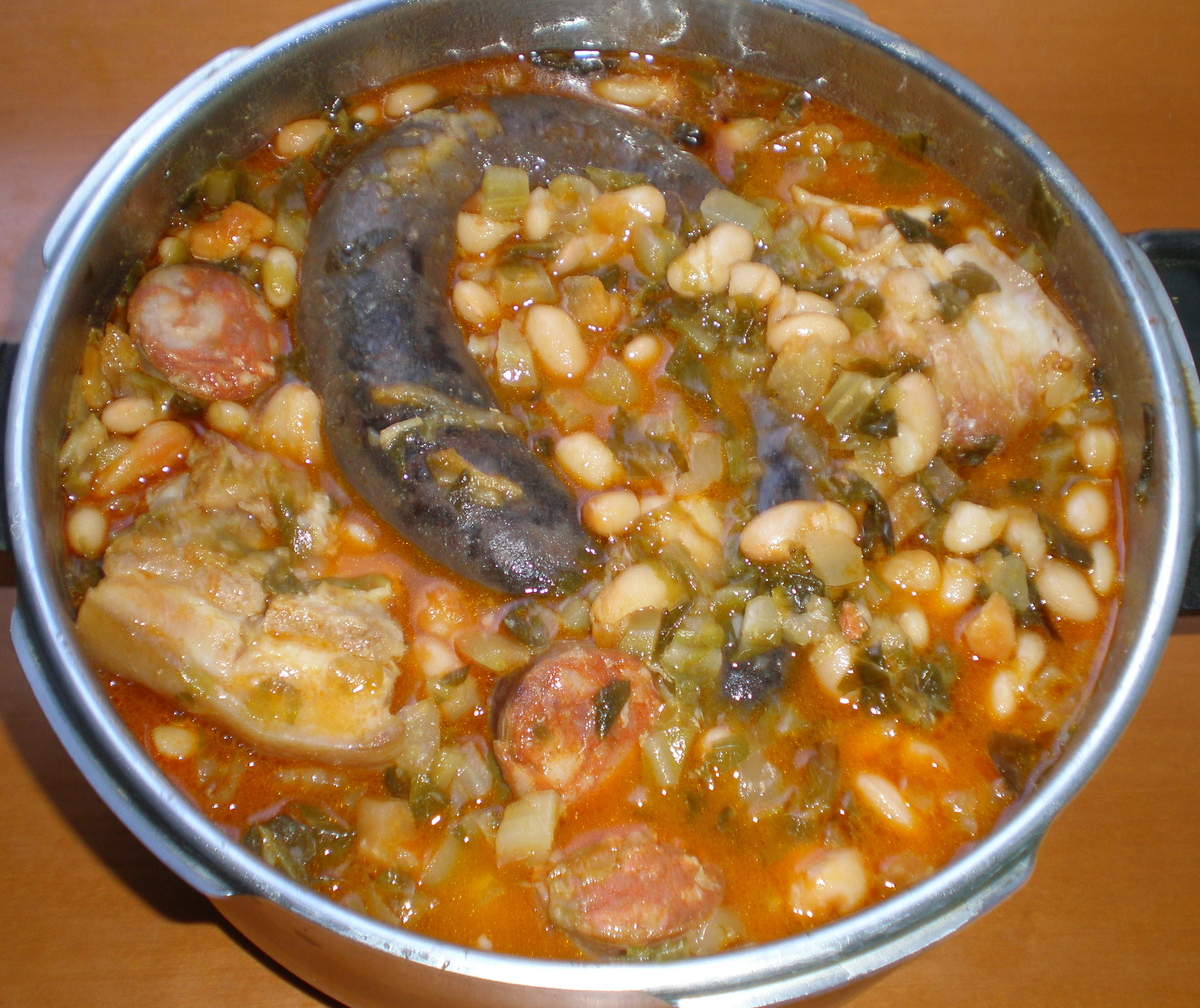
Cocido montañés, un ragoût típic cantàbre.

## Procediments
Sovint, es comença per daurar la carn, per exemple amb ceba, abans de posar-la a la cassola o a l'olla de pressió, amb les verdures i les patates, que constitueix la base de la salsa que després es completarà afegint-hi aigua o una beguda local, com ara vi, cervesa o sidra, en la qual es fondran alguns dels ingredients, i eventualment per l'addició d'un aglutinant, com ara pa, farina o fècula).
El plat es cuina tradicionalment a foc lent durant molt de temps i se serveix com un sol plat. És una delícia antiga i popular que es troba amb variacions locals a totes les parts d'Europa.
S'utilitza carn de porc, bou o vedella, ovella, xai, aviram, fins i tot carn de caça. Les verdures més comunes són les pastanagues, els naps, l'api, els porros, les patates i les cebes. També n'hi ha de llegums, com les mongetes, els fesols o les faves.

## Per països i regions

### Algèria
Segons la regió, el plat s'anomena tajin, djwez o fins i tot chtitha als voltants d'Alger. És un aplec de plats tradicionals, de vegades dolços com el lham hlou elaborat amb xai, prunes seques, albercocs secs i ametlles. També hi ha altres receptes a base de bou, aviram o fins i tot peix segons la regió.

### Alemanya
- Schweinepfeffer és un ragoût de porc picant, la salsa del qual va lligada amb sang de porc.

### Bèlgica
- El ragoût d'hesbignon, preparat a Hesbaye, s'elabora amb ronyons de bou, tomates i peket (nom del ginebre en való).
- Waterzooï és un ragoût de pollastre o peix, amb verdures i banyat amb un brou de crema.
- Carbonada flamenca és un ragoût de bou cuinat amb una salsa a base de cervesa.

### Bolívia
- El cusqueño és un ragoût picant a base de pollastre, emblemàtic de Punata, al departament de Cochabamba.

### Canadà

#### Quebec

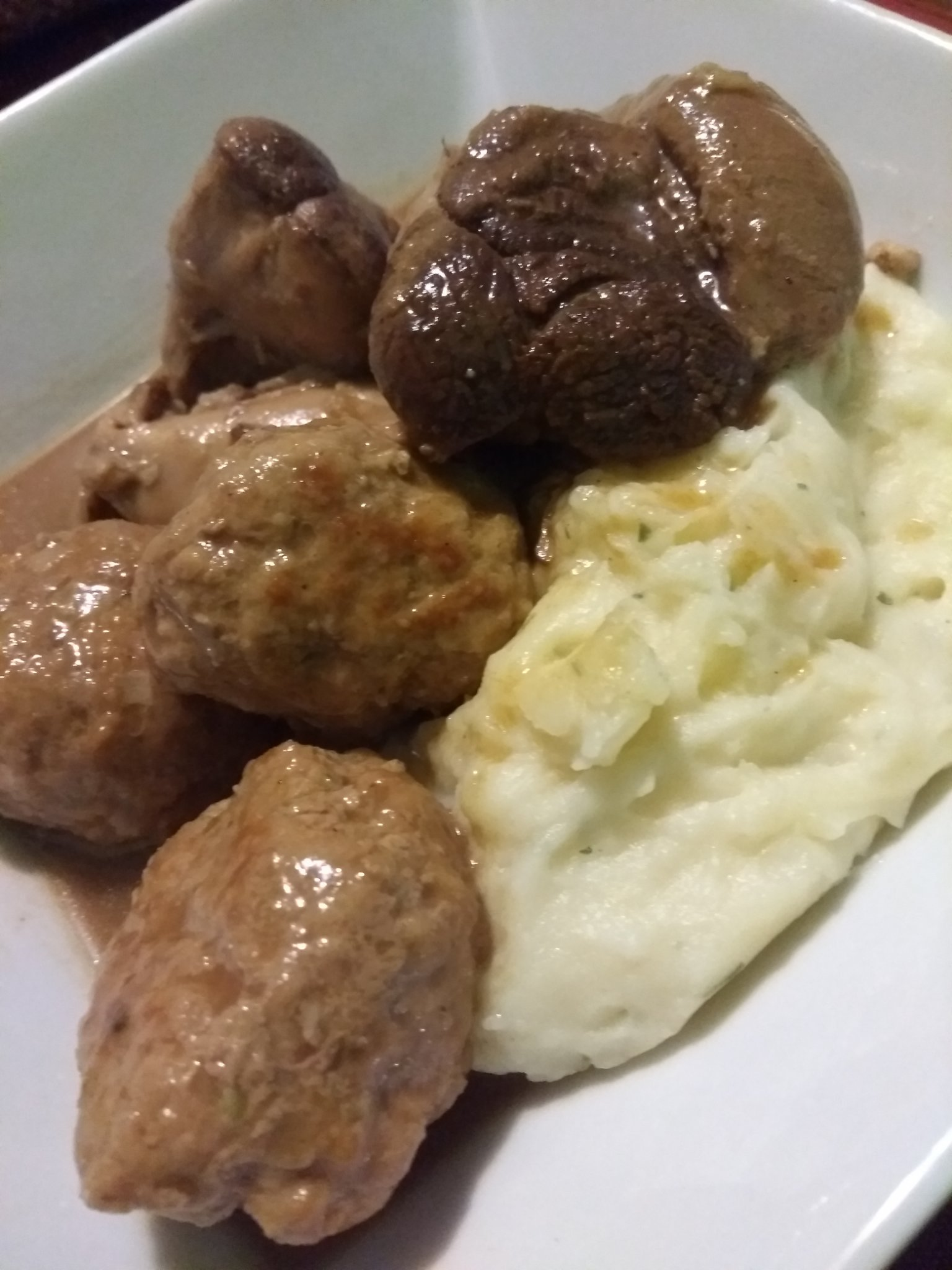
Guisat de boletes de carn i peus de porc, acompanyat de puré de patates.

- El ragoût de boulettes és un plat tradicional del Quebec, que consisteix en pilotes de porc i bou, pastanagues, naps i api. També hi ha una variació amb pollastre.
- El ragoût de pattes és la variació més comuna. Es cuina durant les vacances, amb peus de porc i boletes de carn, aromatitzat amb espècies, com el clau, la canyella i el pebre de Jamaica. Sovint se serveix amb patates bullides.

### Espanya
- Rabo de toro, guiso típic de Còrdova que consisteix en un ragoût de cua de vaca o de bou .

### Finlàndia
- Poronkäristys : ragoût de carn de ren[1]

### França

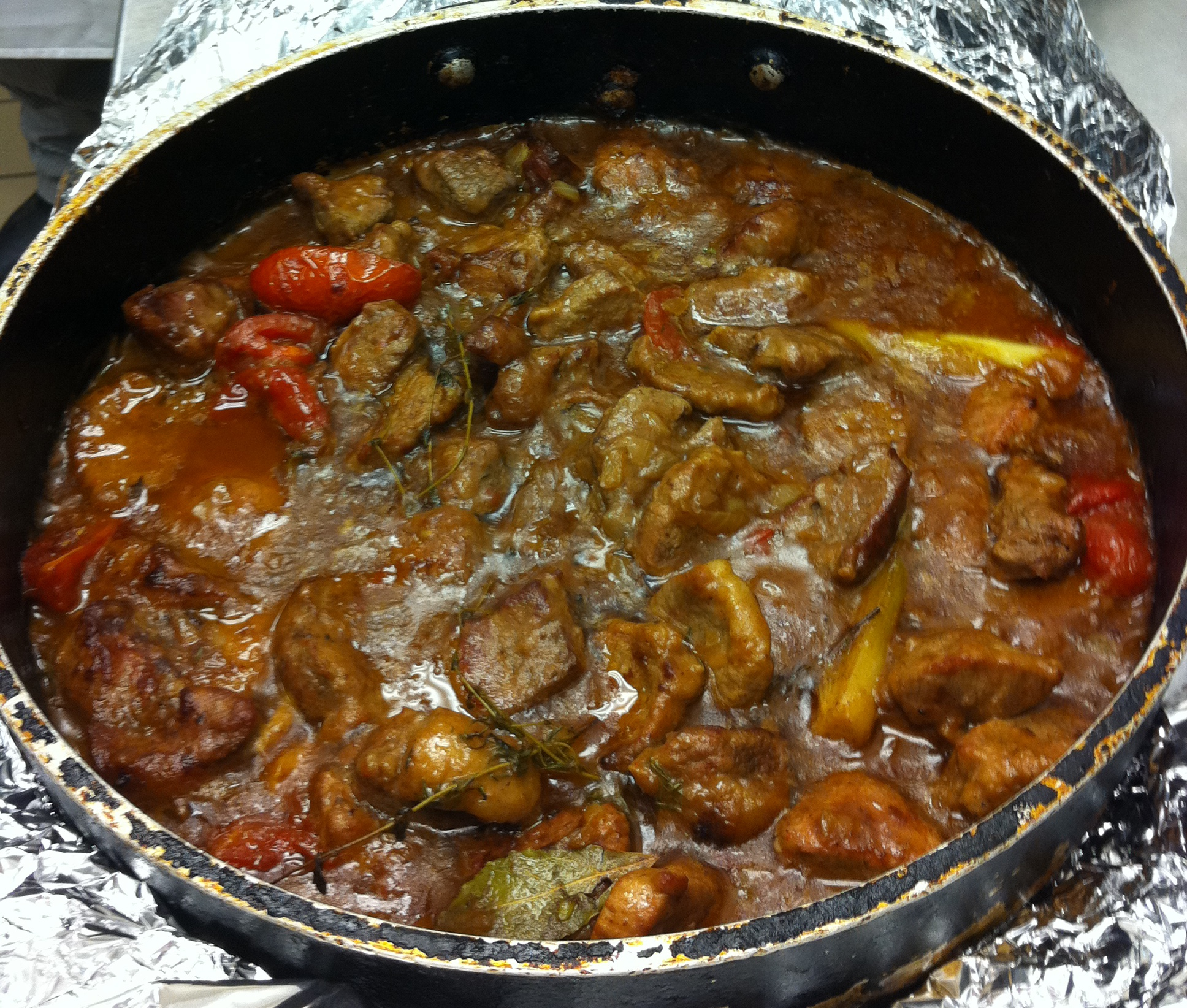
Ragoût de xai.

- El haricot de mouton així com el navarin són receptes tradicionals molt antigues que consisteixen en carn d'ovella acompanyada de naps, cebes, pastanagues i patates.
- El bœuf bourguignon, la daube, hochepot, alicot o carbonada flamenca són ragoûts regionals, originaris respectivament a Borgonya, Provença, Bearn i Llenguadoc, i Flandes .
- El cassolet és un ragoût de mongetes seques d'Occitània.

### Hongria
- El Pörkölt és un ragoût de carn (bou, vedella, porc, cavall, xai o ovella), elaborat amb molta ceba i pebre vermell (paprika) que li dona una color vermella característica. Fora d'Hongria, sovint s'anomena erròniament gulasch, quan aquest terme en realitat es refereix a una sopa hongaresa que també conté pebre vermell.

### Índia
Els curris indis són guisats picants.

### Iran
A l'Iran, el khoresh (persa: خورش) o khoresht (persa: خورشت) fa referència a diferents guisats servits amb arròs. Entre els més populars hi ha els khoresh gheimeh, ghormeh-sabzi i fessendjan .

### Irlanda
- Algunes variants de la recepta original d' estofat irlandès, que és una carn d'olla, es fan com a guisat o amb l'addició de cervesa.

### Itàlia
- El ragoût tirolès, de la regió del Trentino-Alto Adige, consisteix en carn de porc, llonganisses, preparats amb tomates, brou, vi i patates. L'stufato d'ovella, elaborat amb una cuixa de carn cuita en vi negre, amb verdures i espècies, és un plat típic de Sardenya.
- El ragoût és conegut com a fricandeau[2] a la Vall d'Aosta.
- Ragù, el nom del qual deriva de ragoût, és, per contra, solament una salsa per a pasta amb carn.

### Lituània

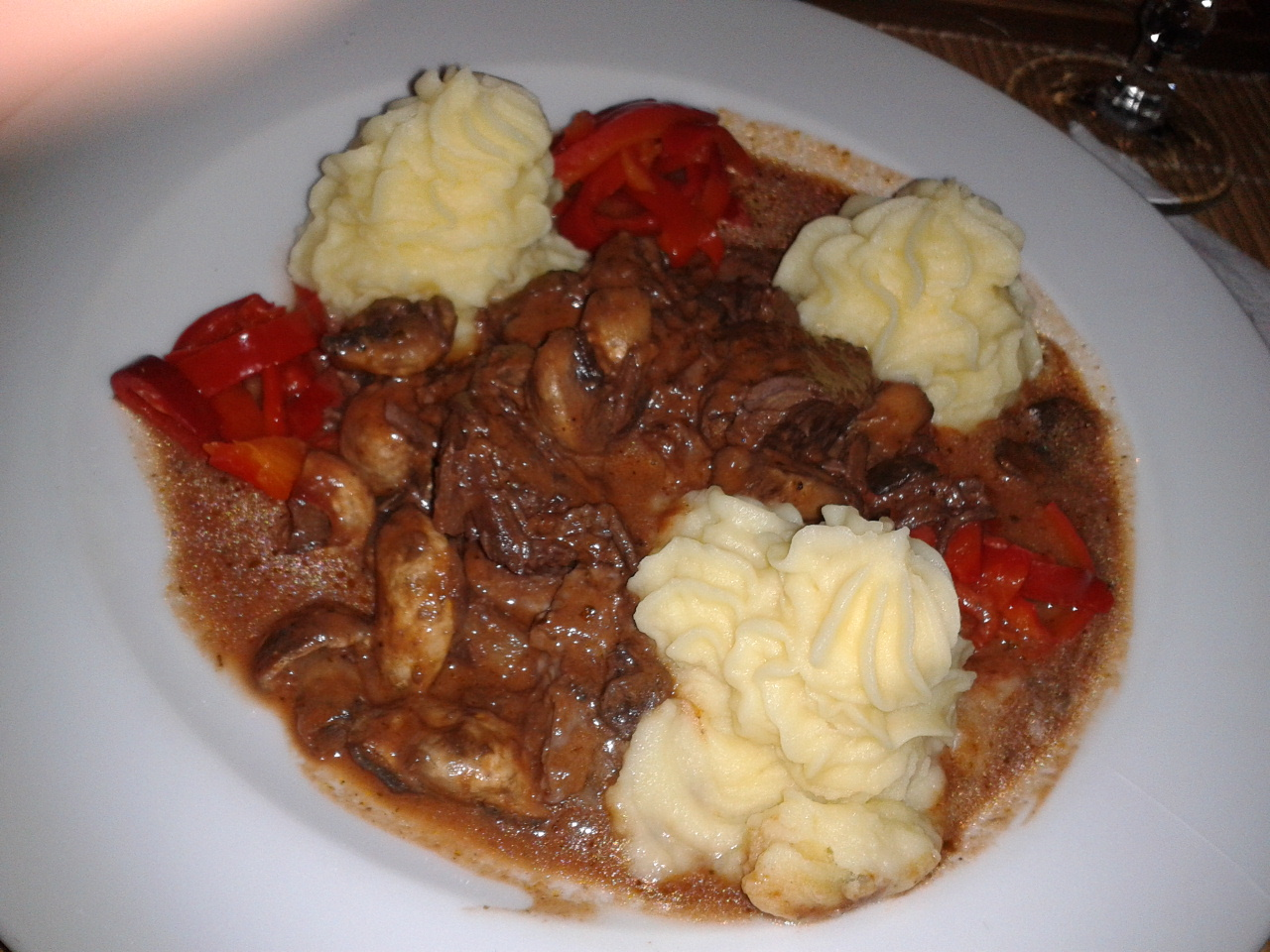
Guisat de castor.

- El guisat de castor (o bebrienos troškinys en lituà) és un plat tradicional de la cuina lituana.

### Marroc

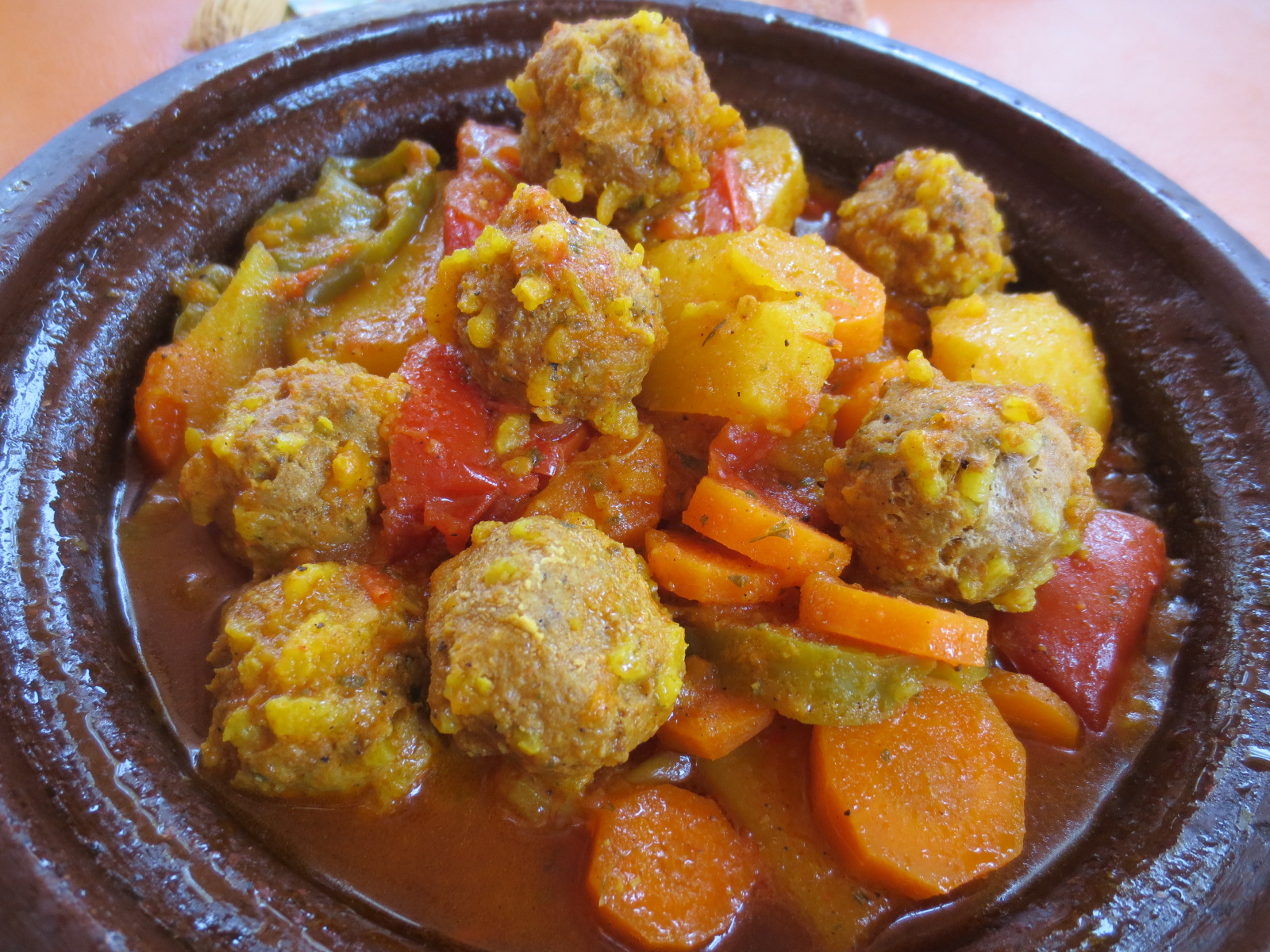
Tajin berber amb boles de carn i pastanagues.

- Els tajins són plats tradicionals marroquins que es poden preparar amb tot tipus de carns, peixos, verdures, fruites i espècies. El nom prové del nom de l'atuell tradicional marroquí amb una tapa cònica en la qual s'estufa el menjar.

### Mèxic
- Michmole, un guisat de peix típic de Mèxic, Edoméx i Michoacán.

### Suïssa
- El guisar de xai de Bénichon és un plat del cantó de Friburg, format per carn de xai i raïm, servit amb puré de patates i pera Botzi caramel·litzada.

### Tunísia
- La mloukhiya és un guisat de carn (bou, xai) en una salsa verd fosc feta amb jute d'Aràbia. La color de la salsa explica que el plat vagi vinculat a determinats esdeveniments de la religió musulmana : l'Hègira, la fi del dol i del Ramadà. El terme mloukhiya fa referència més particularment a la fulla seca de la jute d'Aràbia reduïda a una pols fina, utilitzada per a la preparació de la salsa.